# Victor-François de Broglie (1949-2012)
Cet article possède un paronyme, voir Victor de Broglie.
Pour les articles homonymes, voir Broglie.
Pour les autres membres de la famille, voir Maison de Broglie.
Victor-François de Broglie, né le 25 mars 1949 à Paris 8e et mort le 12 février 2012 à Broglie, est un aristocrate français. Il est le 8e duc de Broglie et le 7e prince de Broglie. 
Il succède à son cousin, le physicien Louis de Broglie (1892-1987), 7e duc de Broglie, au titre ducal de Broglie et comme chef de la Maison de Broglie.

## Biographie
Le prince Victor-François Marie Léon Amédée de Broglie est le fils aîné de l'homme politique Jean de Broglie (1921-1976, mort assassiné) et de son épouse Micheline Segard (1925-1997). Il descend du roi Charles X, du banquier et homme politique Jacques Necker et de la romancière Germaine de Staël (Madame de Staël).
Victor-François de Broglie a deux frères puînés :
- Philippe Maurice de Broglie (né à Paris, le 28 septembre 1960), 9e duc de Broglie ;
- Louis Albert de Broglie (né à Paris, le 15 mars 1963), prince de Broglie et héritier du 9e duc de Broglie.

Victor-François de Broglie a été maire de Broglie de 1995 à 2001 et membre du Conseil général de l'Eure pour le canton de Rugles, de 1982 à 2001.
Il meurt célibataire le 12 février 2012 en laissant un fils naturel, Nicolas de Broglie, né en 1987 initialement sous le nom de sa mère Caroline Tirouflet,  et que Victor-François de Broglie a été finalement contraint de reconnaître par décision judiciaire : son fils naturel Nicolas Tirouflet a ainsi été autorisé à porter le nom « de Broglie » par décision d'un tribunal administratif,.
Son frère cadet Philippe Maurice de Broglie lui succède, le 12 février 2012, au titre familial en tant que 9e duc de Broglie.
Nicolas de Broglie revendique toutefois le titre de duc devant le conseil d'État. Mais celui-ci le déboute le 12 février 2021.